# Xələftala
Xələftala è un comune dell'Azerbaigian situato nel distretto di Qax. Conta una popolazione di 118 abitanti.